# Polystichum ammifolium
Polystichum ammifolium là một loài thực vật có mạch trong họ Dryopteridaceae. Loài này được (Poir.) C. Chr. miêu tả khoa học đầu tiên năm 1932.